# Công viên Benchasiri
Công viên Benchasiri (tiếng Thái: สวนเบญจสิริ, RTGS: Suan Benchasiri, phát âm [sǔa̯n bēn.t͡ɕàʔ.sìʔ.rìʔ]) một khu vườn nằm trên Đường Sukhumvit, Khlong Toei, Bangkok, Thái Lan.
Được xây dựng trên mảnh đất 11,6 mẫu Anh (47.000 m2) nằm cạnh khu phức hợp mua sắm Emporium và Emsphere, nó dùng để kỷ niệm sinh nhật của Vương Thái hậu Sirikit vào ngày 12 tháng 8 năm 1992. Được khởi công vào năm 1990 trên mảnh đất ban đầu là trụ sở của Cục Khí tượng Bangkok cho đến khi nó được chuyển đến Bang Na. Được xây dựng xung quanh một hồ nước, nơi đây chứa 12 tác phẩm điêu khắc đương đại của các nghệ sĩ Thái Lan và thường được sử dụng cho các sự kiện ngoài trời.
Nó có thể đi từ Ga Phrom Phong (Tuyến Sukhumvit thuộc BTS Skytrain), nằm giữa Soi 22 và 24. 
Công viên này cũng cho phép nằm ngả lưng, không giống như các công viên khác.

## Hạ tầng
Khu vực thể thao
Đây là khu vực rộng lớn dành cho những người muốn chạy bộ và có sân ngoài trời đa năng để chơi bóng chuyền, bóng rổ và trượt patin. Khu vực xung quanh trồng nhiều cây lấy bóng mát.
Hồ bơi
Hồ bơi rộng 12,5 x dài 25 mét. Công viên này được thành lập dựa trên kết quả khảo sát những người sử dụng công viên muốn có một nơi trong khu vực để trẻ em đến sử dụng. 
Khu vui chơi
Khu vui chơi này thu hút nhiều trẻ em, thường xuyên tụ tập đông đúc vào ngày lễ. Khu vực này có rất nhiều đồ chơi thiết bị vui chơi. 

## Sự kiện hằng tuần

### Dhamma ni suan
Có một buổi lễ Phật giáo vào Chủ Nhật từ 07.00 – 09.00.

### Dontri ni suan
Dontri ni suan diễn ra vào thứ Bảy và Chủ Nhật, để thư giãn sau công việc và những căng thẳng khác. Có rất nhiều bài hát bằng tiếng Thái và nhạc khác từ khắp nơi trên thế giới.